# Ugo Tagliaferri
Pour les articles homonymes, voir Tagliaferri.
Ugo Tagliaferri est un astronome amateur italien.

## Biographie
Le Centre des planètes mineures le crédite de la découverte de deux astéroïdes, effectuée entre 2003 et 2005 avec la collaboration de Franco Mallia.
| (127689) Doncapone    | 5 mars 2003  |
| (147766) Elisatoffoli | 26 août 2005 |